# Крыж
Крыж — часть полотнища флага (иногда используется также название «канто́н», принятое в западной вексиллологии).
Как правило, по своим размерам крыж не превышает половины ширины и половины длины полотнища.
Чаще всего крыж располагается в верхней четверти полотнища флага, в верхнем углу у древкового края.
Крыж может также быть в нижней четверти полотнища у древкового края, а также — в верхней и в нижней четвертях полотнища у свободного (противоположного древковому) его края.
Как правило, в описаниях флагов указывается ширина и длина крыжа по отношению к ширине и длине всего флага.
В крыже часто помещают изображения, носящие дополнительный характер по отношению к основному рисунку флага: надписи, девизы, разного рода эмблемы. Крыж считается почётной частью флага.
Поле крыжа может как отличаться по цвету от основной части полотнища, так и совпадать с ним по цвету (в этом случае крыж нередко отделяется контрастными по цвету полосками).

## Происхождение термина
Термин происходит от древнерусского крыж (через бел. крыж, укр. криж из пол. krzyż) — крест. Это связано с тем, что в средневековой России практически все флаги (стрелецкие, корабельные и т. д.) имели рисунок на основе прямого симметричного креста. Отсечённые крестом четверти поля обычно были разного цвета (попарно); при этом верхняя четверть у древка традиционно использовалась для нанесения дополнительных изображений и крепления дополнительных атрибутов. Отсюда и пошло выражение «в крыже».

## Расположение крыжа

### Верхний крыж
Наиболее частым местом расположения крыжа является верхняя четверть полотнища, у верхнего угла флага у древкового края.
Примерами этого могут служить государственные флаги РСФСР в 1918—1937 (с отделительными полосками) и в 1937—1954 годах, флаг СССР, флаги федеральных служб и агентств Российской Федерации, государственные флаги Австралии, Малайзии, США, Мьянмы и многих других стран.

Государственный флаг РСФСР (1918—1937)
Государственный флаг РСФСР (1937—1954)
Государственный флаг СССР (1924—1991)
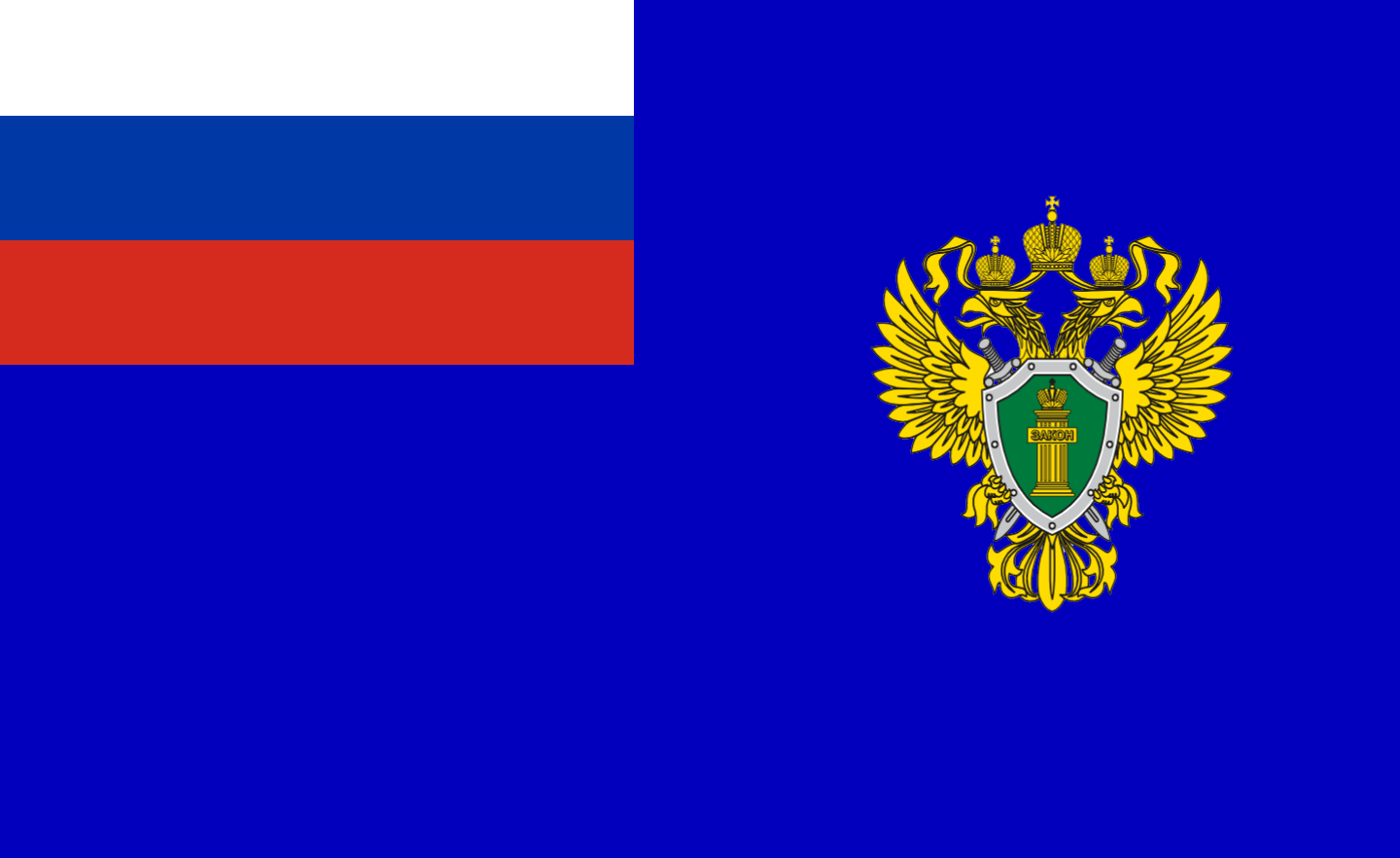
Флаг прокуратуры Российской Федерации
Флаг Новой Зеландии
Флаг США
Флаг Малайзии
Флаг Социалистической Республики Бирманский Союз (1974—1988) и Союза Мьянмы (1988—2010)
Флаг Уругвая
Флаг эсперанто

### Нижний крыж
Гораздо реже, чем верхний крыж у верхнего древкового угла, встречается нижний крыж у нижнего древкового угла. Как правило, по цвету этот крыж совпадает с цветом основной части полотнища и в нем располагаются контрастные по цвету фигуры, как, например, белая семиконечная звезда на флаге Австралии

Флаг Австралии

### Верхний крыж у свободного края
Ещё более редкое место расположения крыжа. На флаге Руанды в этом месте изображено жёлтое солнце с лучами.

Флаг Руанды

### Нижний крыж у свободного края
Несколько чаще, чем у верхнего свободного угла, крыж располагается у нижнего свободного угла, как, например, на флаге Замбии.

Флаг Замбии

## «Флаг во флаге»

### Государственные флаги
Нередки случаи, когда в крыже флага одной страны находится изображение флага другого государства. Обычно это подчёркивает исторические связи между данными странами либо указывает на подчинённость страны.

Флаг Оранжевого Свободного государства
Флаг Бермудских островов (брит.)
Флаг Автономной Республики Того в составе Французского Союза (1957-1958)
Флаг Французского Индокитая

### Служебные флаги
Изображение государственного (национального) или военного (военно-морского) флага часто используется на флагах должностных лиц или ведомств. Обычно в крыже на флагах ведомств помещается уменьшенный государственный флаг. На флотских должностных флагах в крыже чаще всего помещается военно-морской флаг.

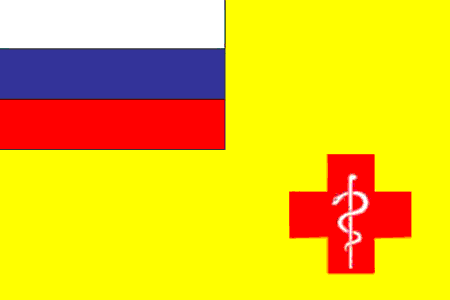
Флаг Роспотребнадзора (с 2002)
Флаг командующего флотом в ВМФ России (с 2000)
Флаг председателя КГБ СССР (1964—1991)
Третий адмиральский флаг императорского флота России (1720—1732, 1743—1763)